# Comanda del Masdéu
La Comanda del Masdéu fou una de les principals comandes catalanes  del Temple. L'any 1318, poc després que fos extingit l'orde, com la major par dels béns del Temple passà a l'Orde de Sant Joan de Jerusalem. Està situada en el terme comunal de Trullars, a la comarca del Rosselló, a la Catalunya Nord.
El nom original era mansio Dei (la casa de Déu), que passà aviat a mansus Dei (declinat en diferents casos, segons el document. Aquest mansus Dei, textualment el Mas de Déu, esdevingué el Mas Déu, forma antiga i més fidel a l'origen etimològic, però ja a partir del segle xv és habitual trobar documentada la forma aglutinada: el Masdéu. Aquesta és la forma que apareix, pràcticament de forma única, en els documents moderns i contemporanis i a pràcticament tota la bibliografia especialitzada. Tanmateix, Joan Becat proposa recuperar la forma original amb els dos components expressats de manera separada: el Mas Déu.
Les restes de la comanda són a llevant del poble de Trullars, a prop del Reart i de la carretera de Bages de Rosselló, al costat d'un petit nucli de població a l'entorn d'unes caves vinícoles.

## Història

### Les primeres donacions al Rosselló
L'orde del Temple, fundat a Jerusalem el 1120, es difongué molt aviat pel Rosselló. El 28 de juliol de 1128 (mig any abans que s'aprovés oficialment l'orde), un testament havia fet una deixa a la milícia.
Més endavant, l'any 1131, Bernat Pere, senyor de Banyuls, feu una important donació a l'orde, gest que imità l'aristocràcia veïna, cedint pel seu costat terres a Vilamulaca, Nils, Brullà... Així el Temple anà consolidant una xarxa de fidels al cor de la plana rossellonesa.
En aquells mateixos anys, com a la veïna regió de Carcassona, al Rosselló es produïen adhesions de la petita aristocràcia femenina: l'any 1132, Sobirana confirmava la donació feta pel seu marit, Berenguer Arnau, d'uns honors a Vilamulaca; i uns dies després, Adelaida, en mà d'Hug de Rigald, els deixava un alou a Cirà, a prop de Nils i Vilamulaca.
Ben segur que la situació geoestratègica de la plana rossellonesa el s. XII fou la causa d'aquesta precoç divulgació.

### Fundació de la comanda

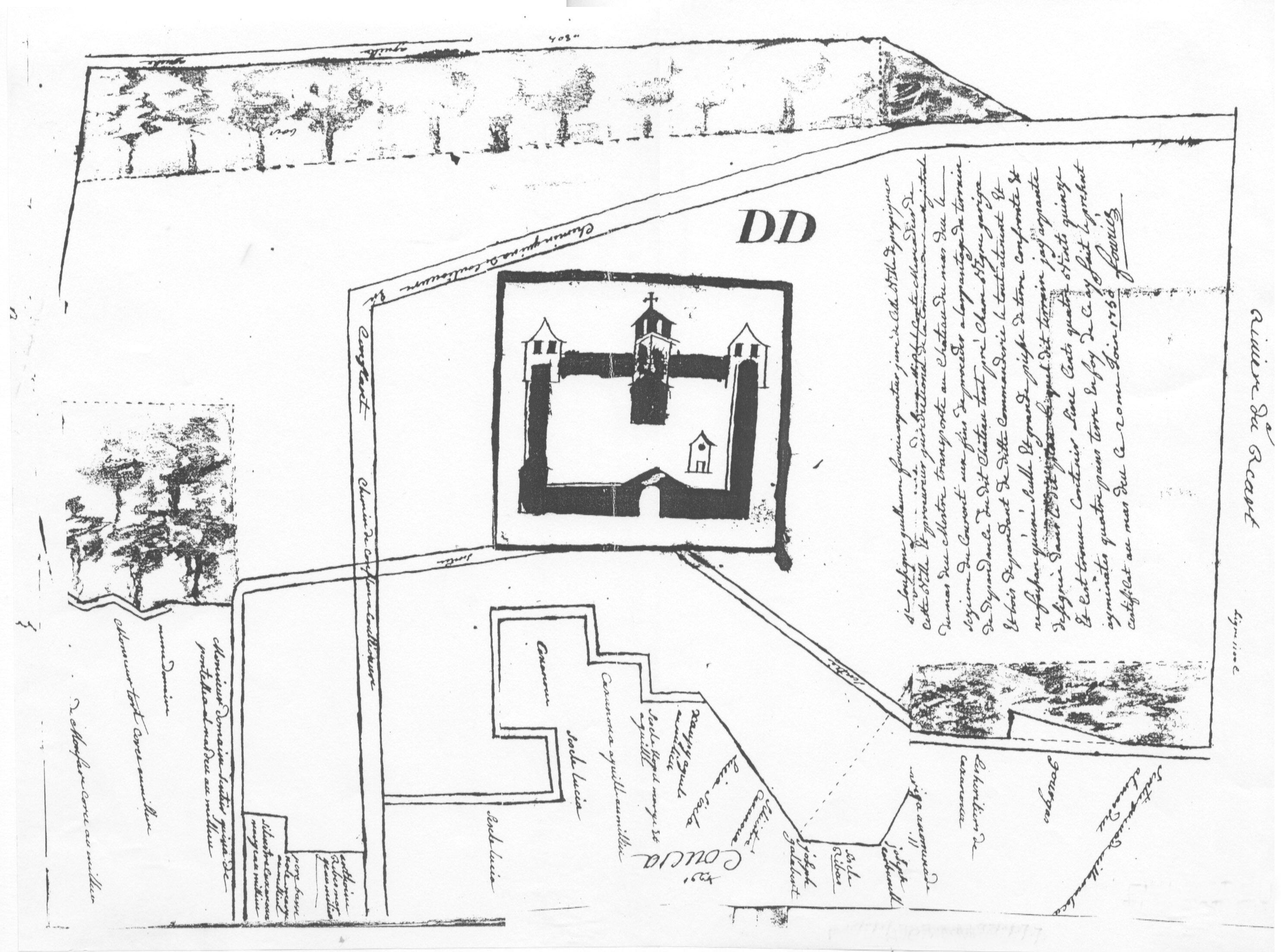
Plànol Masdéu que acompanya una visita prioral de 1751. Es pot observar el conjunt de la comanda i, en particular, l'església amb el campanar de cadireta (Fuguet, 1989, Apèndix Gràfic, núm. 85)

Fou en aquelles terres donades per Adelaida on, uns anys més tard, el Temple fundà la comanda del Masdéu. De forma significativa, els templers havien escollit una terrassa situada a la riba esquerra del Reard, vora la via Francesa (caminum Franceschum) i a uns deu km d'Elna i de Perpinyà. La domus Templi Mansi Dei és documentada per primer cop l'any 1136; data que situa el Masdéu com la comanda més antiga del Temple a Catalunya. Tornarà a ser documentada el 1138, quan Guillem de Vilamulaca i la seva muller Orgollosa, donen a la milícia, en mà de fra Arnau de Bedós el delme de tots els productes que es collien al camp on era edificat el mas del Temple qui appellatur a multis Mansio Dei.

### Penetració alvescomtat de Fenollet
El segon terç del segle xii, els templers del Masdéu s'estengueren vers el territori veí de la Fenolleda que aleshores era vassall del comte de Barcelona. Les adquisicions comencen l'any 1136 amb uns alous a Borrat i Centernac que els donà Ermengol de So. Aquest llegat i altres que aconseguiren la dècada següent de part de notables de la regió, van permetre al Temple arrelar-se a la Fenolleda, país eminentment muntanyós i de pastura. Seguí una donació de Bernat Berenguer, vescomte de Tatzó, d'uns honors que posseïa a Prunyanes. Compraren després, l'any 1141, terra al terme de Corbós.
Mitjançant complexes operacions de concentració de drets senyorials (compra de feus), l'any 1157 els templers consolidaren el seu senyoriu sobre Centernac en la persona de Pere de Domanova, a qui, després de comprar-li els seus drets sobre el lloc, els els retornaven en feu i, aquí rau el negoci, després que morís, tot retornaria al Temple. Després d'aquesta complexa operació, Centernac passà a ser domini directe del Temple. És més, Domanova encara deixà en testament al Temple els alous que posseïa a Prats (de Sornià), a Pesillà i a Pressillàs.
Totes aquestes operacions (donacions i compres) obriren als templers una important via de comerç entre el Rosselló i l'Aude.

### Consolidació del patrimoni al Rosselló
Al voltant del Masdéu, adquiriren per compra o per donació béns a Paçà a Forques i a Llupià. El senyoriu més important d'aquesta zona, Terrats, fou vila de ple domini templer. Al sud a més de Vilamulaca, van posseir terres a Candell, Trullars, Tresserra i Banyuls dels Aspres; a l'est, Brullà, Hortafà i Bages formaren un nucli important i compacte. Sovint els mansus s'estenien tot al llarg d'aquestes tres localitats. D'aquest grup, el nucli més important fou el de Bages. El senyoriu augmentà durant el darrer terç del segle XII: el 1191 reberen la meitat de l'estany de Bages i cap al 1200 compraren una cinquantena de trossos en aquest territori.
A migdia del riu Rard o Reart, a la plana, posseïren Nils que, com Terrats, fou senyorejada totalment pel Temple. A prop de Nils, els dominis templers arribaren fins a Pontellà i l'estany de Caraig, on compraren honors i establiren homes. A Pollestres reberen l'alou de Gombau de Malloles i hi posseïren camps. També es documenten unes terres a Cànoes i altres dominis importants a Toluges.
Les compres i donacions se succeïren durant el segle xii i començaments del xiii. Amb el desig d'agrupar les seves possessions, el 1273 adquiriren el monestir de Sant Salvador de Cirà, que depenia de Sant Salvador de Breda, amb tots els seus dominis (comprenia els masos de Toluges, Cànoes, Banyuls, Trullars, la capella de Sant Miquel de Candell, molins, terres, censos...).
En temps de Jaume I es definí la jurisdicció dels templers dins del Rosselló. A més de certs privilegis de protecció, el 1271 obtingueren la jurisdicció civil i criminal de Terrarts, Sant Hipòlit, Orla i Nils.

### La dessecació d'aiguamolls
La plana central del Rosselló d'aleshores era una regió insalubre plena d'aiguamolls. Mitjançant una important obra de drenatges, els templers assecaren els estanys i els convertiren en terres òptimes per a l'agricultura. Els estanys de Caraig (Pontellà), Sabadell (Nils), Bages i Bajoles (Bages), foren obra seva. Totes aquestes obres es van fer entre 1180 i 1190. Una altra activitat econòmica foren els molins fariners i drapers; n'hi havia a Perpinyà, a Malloles.

### Organització i administració del patrimoni
Totes les possessions del Temple en aquest territori s'organitzaren al voltant de la casa del Masdéu car fou als seus rodals on es concentrà la major part del patrimoni. Havien rebut importants donacions als llocs esmentats i en d'altres. Tréton qualifica els primers comanadors, que apareixen documentats a partir de 1132 i fins a 1160, d'”administradors al Rosselló”. Eren personatges que des del Masdéu tenien cura de l'administració de tot el patrimoni rossellonès. A partir de 1160 seran anomenats ja “comanadors del Masdéu”. El primer que figura amb nom d'administrador és Pere Bernat de Perpinyà (1132-1141) i el primer amb el nom de “comanador del Masdéu”, Hug Ramon (1161-1162).
A partir de les últimes dècades del segle xii i durant el segle xiii, a fi d'afrontar aquell considerable creixement, els templers fundaren diverses sotscomandes, amb la finalitat de facilitar i millorar la gestió d'un patrimoni que comprenia possessions allunyades a més de seixanta quilòmetres del Masdéu. La direcció d'aquests centres fou confiada a comanadors sergents sota l'autoritat del comanador del Masdéu. En total foren deu les cases que formaren la denominada “batllia del Masdéu”: Palau del Vidre (1187), el Mas de la Garriga (1197), Perpinyà (1209), Centernac (1214), Sant Hipòlit de la Salanca (1216), Bages (1227), Corbós (1261), Orla (1264), Prunyanes (1268) i Argelers (1273). Bages i Argelers sembla que foren efímeres, ja que són documentades una sola vegada. La importància dels llocs no era la mateixa: hi ha una bona diferència entre la granja fortalesa del Masdéu o les activitats polítiques i econòmiques de la casa de Perpinyà, i les granges rurals del Mas de la Garriga o les petites explotacions de Centernac i Corbós de la Fenolleda.
D'aquestes comandes es poden establir tres categories segons el tipus d'implantació. El Mas de la Garriga és l'unica casa rural aixecada en ple camp com el Masdéu; una similitud que s'evidencia amb el nom mansus, que vol dir explotació rural. Les altres establertes en llocs habitats d'importància i estatut variable: modests hàbitats de muntanya com la villa de Corbós, el castrum de Centernac o el de Prunyanes, o de pobles grans fortificats de la plana com Palau, Sant Hipòlit, Orla, Bages, Argelers, tots qualificats de castrum. Finalment, cal distingir la comanda urbana de Perpinyà, destinada a exercir un paper preponderant en els afers administratius de l'orde.
No fundaren cap comanda ni al Vallespir ni al Conflent, on llevat de l'obtenció de pastures i drets relativament considerables a Vilafranca del Conflent i a Sant Pere de la Serra (Bellpuig), la seva presència es limita a la percepció de censos sobre masos o bordes escampats per aquelles terrers muntanyoses. Aquesta circumstància s'explica per la forta implantació anterior a l'orde del Temple d'altres establiments religiosos.
El Masdéu, centre d'aquests amplis dominis, funcionà com una supracomanda administrativa; Perpinyà fou el centre polític i econòmic del Temple rossellonès.

### Rèdits de les comandes a començaments delseglexiv
La comanda del Masdéu va ser una de les més riques de Catalunya. Miret i Sans publica una llista dels rèdits que tenien les comandes a començaments del segle xiv, just quan els béns del Temple havien passat a l'orde de l'Hospital. La casa del Masdéu és amb diferència la més rica de la Corona d'Aragó: en primer lloc figura el Masdéu amb 3000 lliures; en segon, Miravet amb 2000 lliures; en tercer, Montsó amb 2500 lliures; en quart, Mallorca amb 1800 lliures; en cinquè, Barberà amb 1500 lliures...
El 1310 en el moment de l'extinció de l'orde, el Masdéu tenia 25 membres al Mas Déu.
La comanda templera es transformà en comanda hospitalera a principis del segle xiv. El primer comanador hospitaler conegut és Pere Arnau de Paretstortes.

## Arquitectura
El recinte de la comanda, aproximadament quadrat, abraçava una superfície d'uns 4.000 m². Després dels fets del 1944, es conserven els murs nord-oest, nord-est i sud-est, amb torres quadrades als angles nord i oest. Al sector nord-est hi ha l'església de Santa Maria, però la major part dels edificis monacals foren destruïts el 1944.

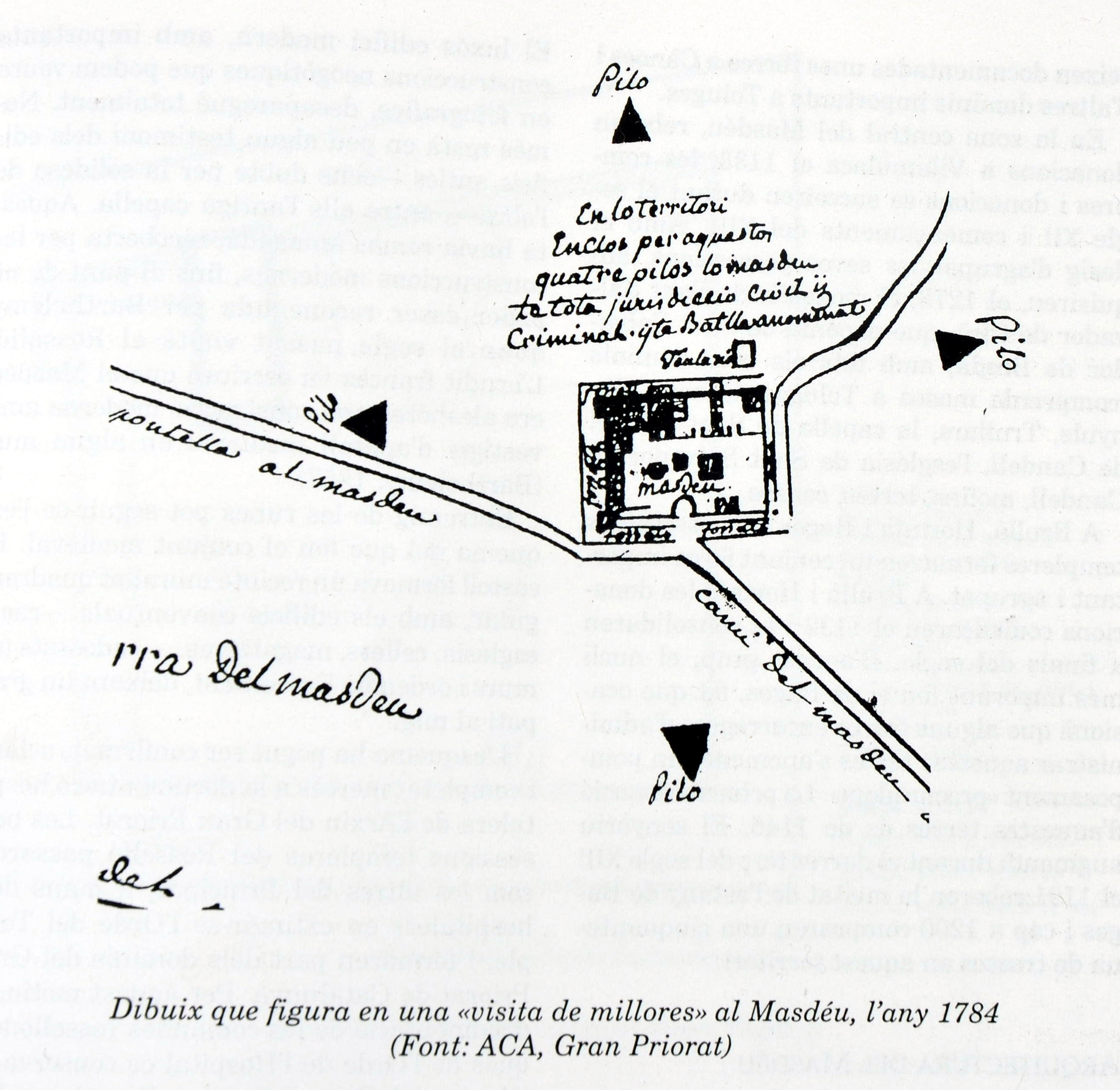
El Masdéu dibuix que acompanya la visita prioral de 1784. (Fuguet, 1995, p. 335).

El 1138, els templers ja havien construït la seva casa en la propietat que els havien donat Guillem i Orgollosa de Vilamulaca. El Mansus Dei, que fou la comanda principal del Rosselló i una de les primeres de Catalunya, existí sencer, amb importants modificacions del segle xix, quan passà a mans privades, fins a la darrera guerra mundial. La mala sort feu que l'any 1944, en els darrers dies de la conflagració, fos pràcticament destruït per un fort bombardeig. Només restà algun testimoni dels edificis antics –sens dubte per la solidesa de l'obra–, com l'antiga capella
	Entre les runes és perfectament visible l'estructura de l'antic conjunt medieval: recinte emmurallat quadrangular, amb els edificis conventuals –casa, església, cellers, magatzems– adossats als murs i ordenats lògicament deixant al mig un gran pati. Aquest esquema pot ser confirmat i completat a partir de la documentació de l'Arxiu del Gran Priorat. Són particularment interessants els dibuixos del segle xviii perquè mostren la fesomia medieval de la casa, car les principals modificacions, segons les fotografies d'abans de l'enderrocament, són atribuïbles sobretot al segle xix. La casa-convent que mostren els documents és, efectivament, el recinte quadrangular que es pot seguir encara avui entre els enderrocs i fou dibuixat, a manera de croquis acotat, per Robert Vinas en la seua memòria de llicenciatura.

### El recinte emmurallat

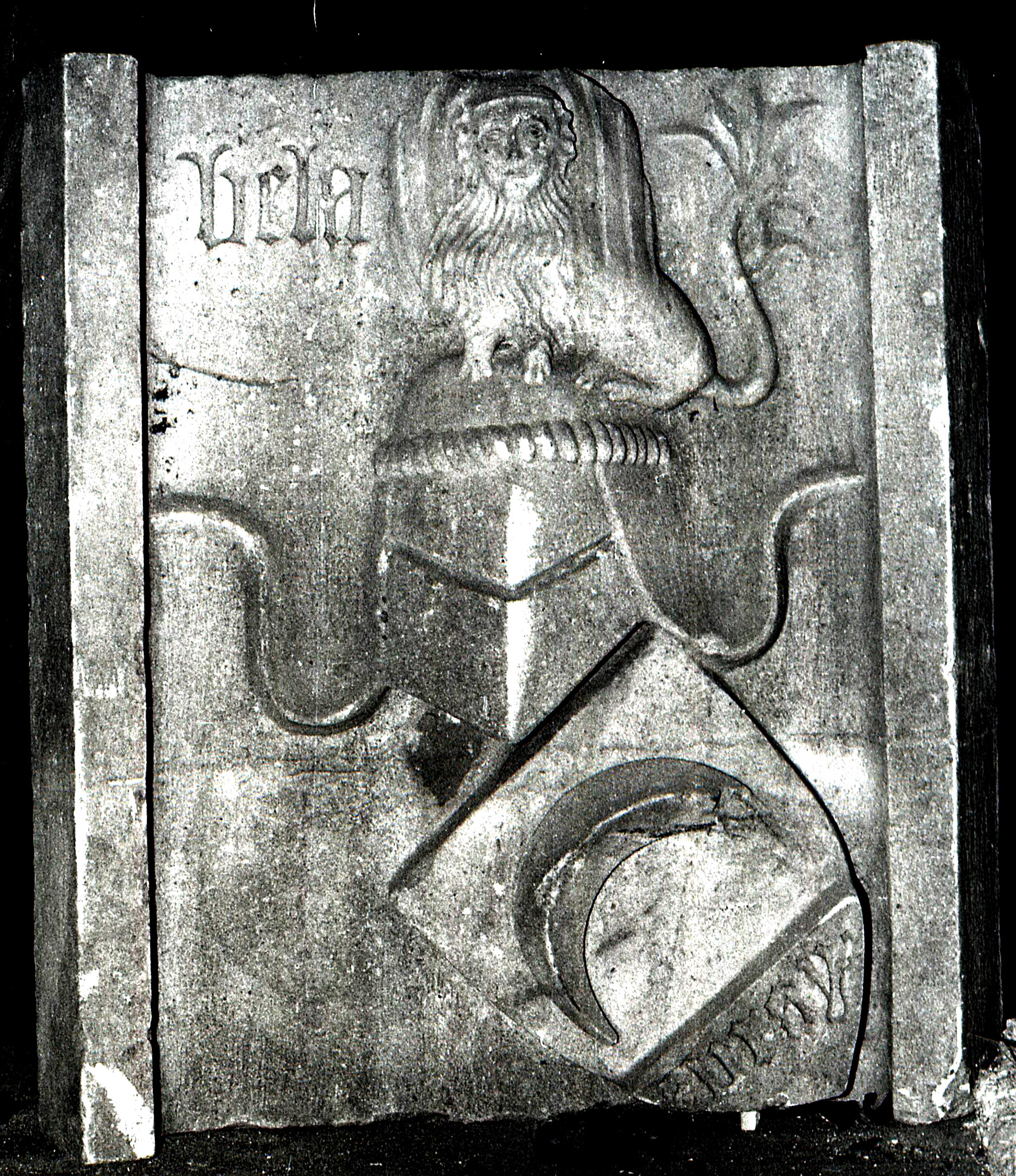
Escut heràldic de Roderic de Luna, comanador del Masdéu entre 1404 i 1413. Presidia la porta principal d'accés al recinte.

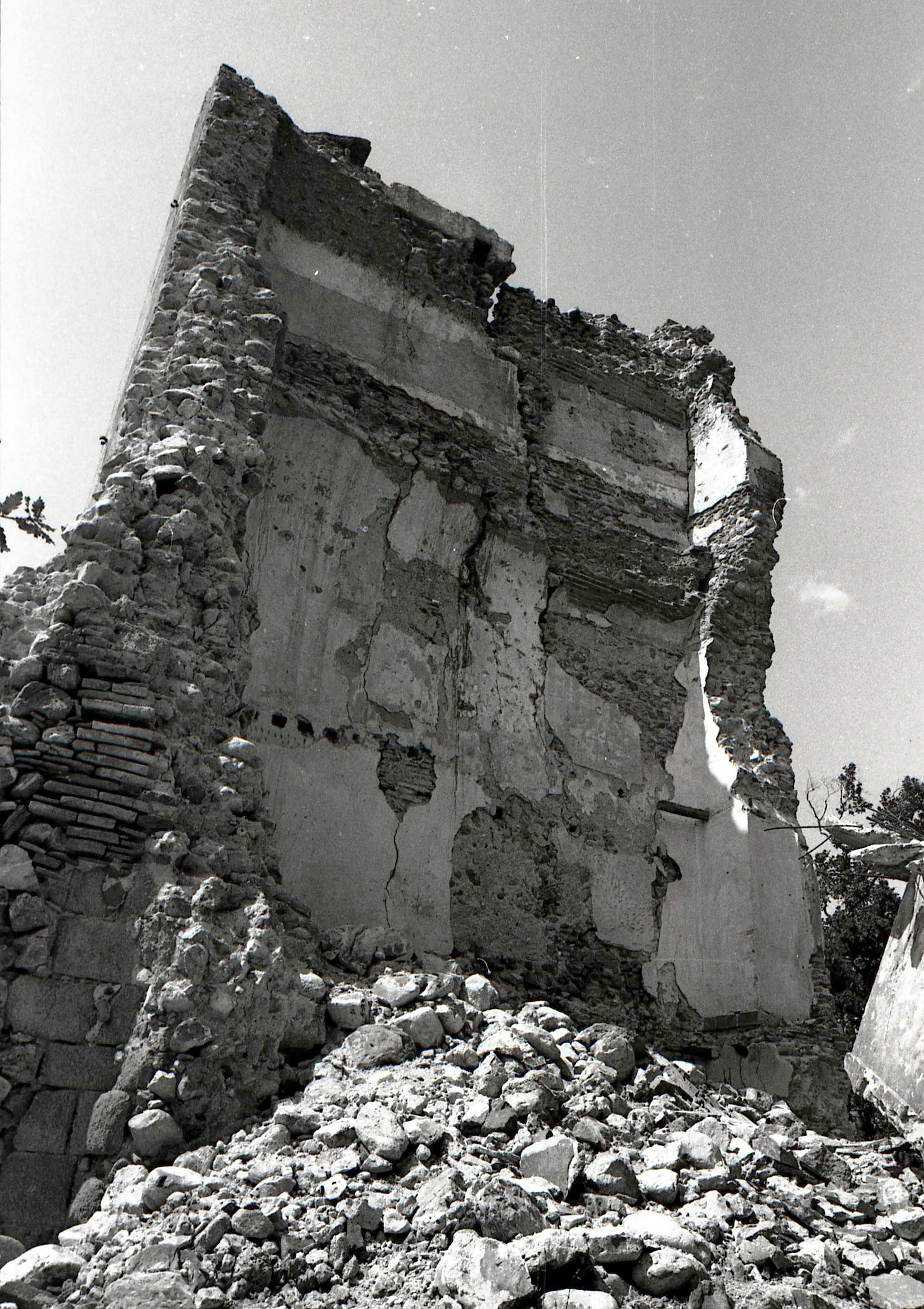
Masdéu. Estat de la torre de l'Infern de l'angle nord-oriental, l'any 1987.

La construcció formava un recinte emmurallat quadrangular un xic irregular. Es conserven vestigis notables del mur de llevant, que feia 85 m, del de tramuntana, que mesurava 57,50 m, i del de migdia, de 74 m. Dels 78 m del costat de ponent i part del de migdia només se n'endevinen els fonaments. Als angles hi havia torres rectangulars.
	El mur de llevant és encara visible en bona part fins a cinc metres d'altura. Té un metre i mig de gruix i és obrat amb maçoneria o amb opus spicatum a la base; al fossat forma un ample talús construït de carreuada.
	La visita descriu força bé el castell amb son recinte amb torres, fossat (que avui ni es nota) i pont llevadís. De les torres angulars es poden veure els fonaments de la del cantó nord-oest. La del cantó sud-est és la que es conserva més sencera però es nota que fou refeta en època moderna, mentre que la del nord-est és la que serva més elements de la seva estructura medieval. Era de base rectangular de 6 m per 8 m, i s'aixecava 14 m, com encara es pot veure al costat nord. Tenia dos pisos amb els sostres voltats de canó apuntat, i terrassa. Aquesta torre, que formava un conjunt amb la casa habitació, era, segons els documents, la «Torre de l'Infern».
	La torre del sud-est és també de planta rectangular –s'aproxima a un quadrat de 5 m de costat– i conserva mur medieval fins a uns cinc metres d'altura (el segle xviii era un colomar). De la torre del nord-oest, de la qual es conserven els fonaments quadrats de 7,5 m de costat, res no en diu el document, tot i que figura en el plànol de la visita de 1784.
	Si és que mai va haver-hi una quarta torre al cantó sud-oest, com sembla que entraria dins de la lògica defensiva del recinte, en el segle xviii ja no existia. Ni el dibuix ni l'escrit de la visita prioral hi fan cap referència; només una excavació podria treure’n l'entrellat.
	Els edificis que formaven el conjunt dels serveis propis del convent –segons els vestigis i, sobretot, el dibuix de 1784– es disposaven adossats als murs de tramuntana i de llevant. Eren la capella, la casa habitació, els cellers, els estables, les pallisses i les corts. Al costat de la porta d'entrada, situada al mig de la camisa de ponent, hi havia un habitacle per al porter; finalment, una torre i un altre edifici estaven situats al mig del pati.

### Església de Santa Maria

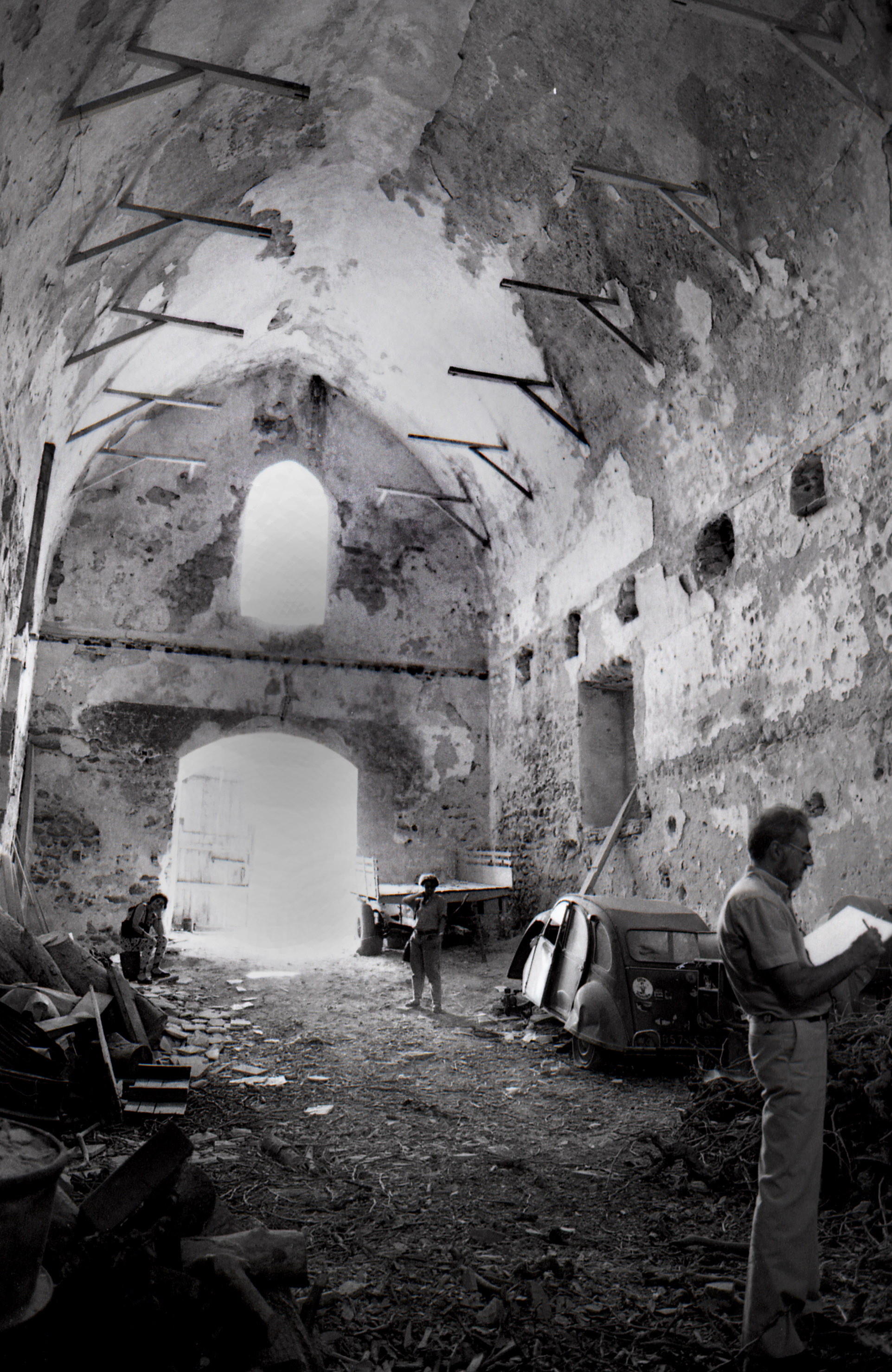
Interior de l'església del Masdéu, vist des del presbiteri. Any 1987.

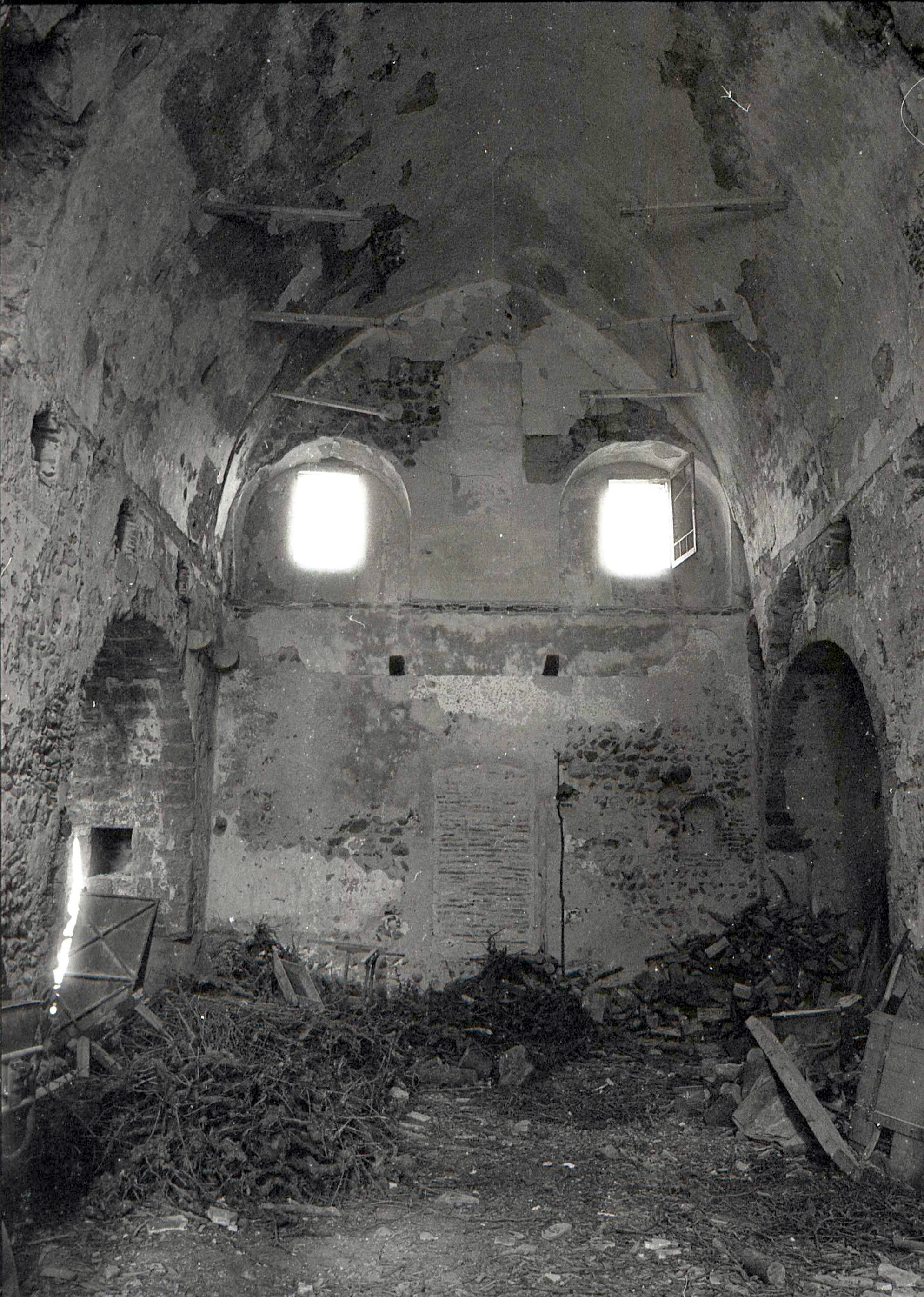
Interior de l'església del Masdéu, vist des del peu. Any 1987.

La capella, dedicada a santa Maria, apareix actualment exempta, adossada a les restes de la muralla, amb la capçalera sobreeixint cap enfora a manera de torre de flanqueig. Té planta rectangular d'una nau i capçalera plana orientada a llevant. Els murs són molt gruixuts (1,60 m) i de bona maçoneria que alterna amb l'opus spicatum característic del país. Té un aspecte d'una gran severitat i pobresa produït sobretot per la degradació que pateix: els murs es mostren descarnats, fins al punt de deixar descoberts grans trossos de parament. En el frontispici, situat a ponent, hi ha una gran portalada de construcció moderna que va substituir la porta primitiva.
La nau mesura interiorment 19,50 m de llarg, 7,30 m d'ample i 10 m d'altura, i està coberta de volta de canó apuntat que arrenca d'una imposta motllurada avui pràcticament desapareguda. La volta és obrada, com els murs, amb maçoneria grassa encofrada; al seu damunt hi ha una coberta de lloses sobreposades que segueixen el doble vessant. Des del presbiteri, pel costat de tramuntana, l'església es comunicava amb la casa habitació mitjançant un corredor cobert de volta que feia de sagristia i d'arxiu.
Al mur de migdia, comunicant amb el fossar, hi havia una altra porta i dues finestres de punt rodó que actualment estan tapiades. No se sap si originàriament hi havia cap finestra al mur del nord; l'actual és moderna. A l'eix del frontispici encara hi ha un finestral original de contorn ogival i doble esqueixada. Enfrontat i parió d'aquest, n'hi havia un a la capçalera, que modernament fou massissat per obrir-hi després dues finestres. Explica l'inventari que darrere de l'altar hi havia una escala per pujar al cor, del qual queden com a únics vestigis els permòdols que aguantaven l'embigat. També parla d'un campanar amb una campana; el dibuix de 1751 mostra un campanar de cadireta dels més corrents. El fet que en el frontispici hi hagi vuit o deu permòdols de pedra fa pensar que hi havia una porxada –com al castell de Gardeny, per exemple– o un atri amb sarcòfags, com encara es pot veure a Santa Maria dels Àngels d'Horta (Terra Alta).
Al carener de la teulada hi ha restes d'una petita torrella (visible en fotografies d'abans de la destrucció) que podria haver estat un comunidor al qual s'accedia des del pas de ronda de la muralla.

### La Casa habitació

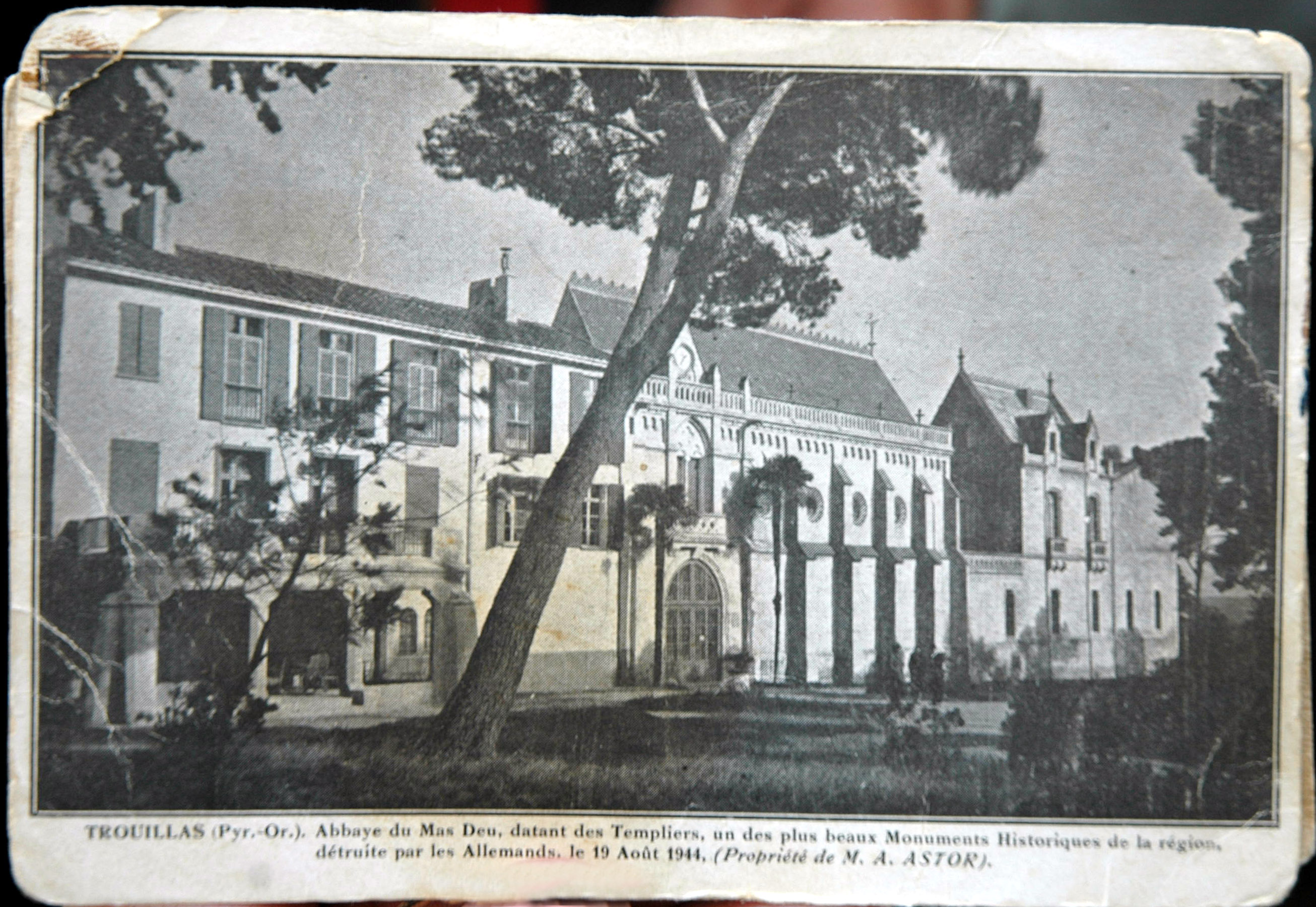
El Masdéu abans del bombardeig. Aquest era l'aspecte de la façana sud amb edificis neogòtics del XIX. (Tarja postal)

Estava situada entre la «torre de l'Infern» i l'església, i comunicava amb totes dues. Avui és un munt d'enderrocs, però a partir del text es pot seguir l'estructura d'una casa palau amb un pati considerablement ample, amb un gran portal situat a ponent que accedia a un pati porticat –no queda clar si cobert o descobert. En entrar al pati, a mà esquerra hi havia una escala magna per pujar a la planta noble, en la qual hi havia les habitacions, que tenien finestres que donaven al pati del castell o a altres costats. Als espaiosos baixos hi havia el celler, el trull, el graner, el forn, la bugaderia i altres serveis. Sembla que hi havia un entresolat amb cuina i rebosts.

### Altres edificis
Tot el llenç nord del recinte era ocupat per edificis que formaven una gran planta rectangular de 7,5 m de fons adossada al mur que arribava a la torre de l'angle NW. Queden restes dels fonaments, els quals coincideixen amb el dibuix de la visita de 1784. L'inventari els anomena «Cortal ÿ paller», «Stable ÿ istàncies de la torra de l.infern».

### Pati i torre de la presó
Davant dels edificis perimetrals quedava el gran pati del castell, d'una extensió aproximada de 3.800 m2, mides que expliquen que en l'inventari hom l'anomeni plaça. Al bell mig del pati hi havia la torre de la presó. Vora la torre es documenta el pou, que encara es conserva davant de l'església, i un abeurador. Finalment, al costat de la porta del pont llevadís, hi havia la casa del porter.
	El castell del Masdéu és un exemple de comanda rural de primer ordre, un centre d'explotació agropecuària en el qual tenien una importància destacada les dependències destinades a la transformació dels productes del camp com cellers i trulls, i a l'emmagatzematge de productes bàsics com estables, corts i pallisses.
	Malgrat que no fossin castells de frontera, moltes comandes rurals havien estat concebudes com a convents fortificats a causa de la inseguretat de l'època. En el cas del Masdéu, la fortificació era notable, com tocava a la importància de la comanda, i, per tant, era dels castells més forts de la plana del Rosselló. L'estructura del castell-comanda del Masdéu, tot i la importància de les seves fortificacions, correspon a l'esquema de les comandes rurals de pla quadrangular.
	La tipologia dels edificis que resten –capella i torre– correspon a mitjan segle xii, i es pot suposar que quan fou construït el convent ho fou també el recinte emmurallat. Ara bé, si el Masdéu ja estava construït el 1138, com diuen els documents, aquest no podia ser la fortalesa que coneixem; probablement era un mas que ja devia existir i que fou donat al Temple en els anys previs a l'organització de la comanda i que molt aviat, a partir de 1149, en què es documenta el primer comanador, es convertí en convent fortificat.

#### Primers administradors templers al Rosselló
- Pere Bernat, de Perpinyà	maig 1132-maig 1141
- Arnau de Contrast			març 1136-maig 1138
- Pere Roger				maig 1138
- Hug de Bessan			maig 1141-jul. 1143
- Bernat de Perelada		 juny 1144-jul. 1146
- Arnau de Sant Cebrià		feb. 1148-juny 1155
- Hug Gausfred			març 1158-març 1159

#### Comanadors templers del Masdéu
- Hug Ramon			 març 1161-maig 1162
- Ramon de Canet			març 1165-març 1168
- Bernat de Castelló		 ag. 1169-nov. 1170
- Ramon de Canet			gen. 1172- gen. 1181
- Ramon d'Elna 			feb. 1182
- Berenguer Balaguer		set. 1182
- Pere d'Aiguaviva			nov. 1182-març 1184
- Guillem del Soler			maig 1184-gen. 1186
- Pere d'Aiguaviva			feb. 1186-juny 1186
- Galí de Montalt			març-nov. 1187
- Pere de Calonge			nov. 1187-abr. 1189
- Ramon de Canet			gen. 1191
- Ramon d'Elna			 ct. 1191
- Pere de Calonge			març-set. 1194
- Gauspert Serra			març 1195-maig 1199
- Guillem Amell			set. 1199-gen. 1200
- Pere Calonge			gen. 1201
- Ramon de Gurb			jul. 1201
- Pere Radulf			ag. 1201-maig 1202
- Bernat de Gunyoles		[juny1202]-maig 1204
- Folc de Montpesat		feb. 1205-agost 1207
- Bernat de Gunyoles		ag. 1207-maig 1210
- Guillem de Mont-rodon		oct. 1211-abr. 1212
- Balaguer				ag.-nov. 1212
- Raimon de Periguers		nov. 1213-des. 1214
- Balaguer				març 1215-gen. 1217
- Ramon de Cervera		març 1217-ag. 1220
- Ramon d'Anglès			feb. 1221-ag. 1225
- Guillem Folc			des. 1225-ag. 1230
- Rostany				jul. 1231-ag. 1232
- Pere de Malon			oct. 1233-des. 1239
- Martí de Nessa			nov. 1240-jul. 1241
- Berenguer de Bosc		nov. 1241-feb.1244
- Pedro Jiménez			març 1244-oct.1248
- Guillem Destort			des. 1249-feb. 1252
- Pedro Jiménez			des. 1252-gen. 1253
- Guilhem de Londres		juny 1254-març 1257
- Guillem Alcalà			ag. 1257-maig 1258
- Bernat de Montlaur		ag. 1258-abr. 1259
- Guillem de Montgrí		maig 1260-març 1265
- Ramon Desbac			nov. 1265-març 1272
- Arnau de Castellnou		jul. 1273
- Ramon Desbac			set. 1275-juny 1282
- Guillem de Benages		set. 1285-des.1287
- Arnau de Torroella			oct. 1290-oct.1291
- Ramon de Saguàrdia		ag. 1292-nov. 1294
- Guillem d'Abellars			maig 1295-gener 1301
- Ramon de Saguàrdia		gen. 1303-gen. 1310

#### Comanadors hospitalers
- Pere Arnau de Paretstortes (1343-1346)
- Arnau Guitard (1364-1372)
- Francesc Xammar (1385-1397)
- Roderic de Luna (1414)
- Joan Desgarrigues (1419-1424)
- Berenguer de Fontcoberta (1436-1439)
- Joan de Cardona (1451-1477)
- Joan d'Argençola (1491)
- Ramon Maignès (1511)
- Francesc Ferrer (1540)
- Miquel d'Homedes (1553-1562)
- Francesc de Remolins (1574-1576)
- Miquel d'Alentorn (1593)
- Felip de Sabater (1640)
- Nicolau Cotoner (1711)
- Jordi Serra (1792)

| Les restes del clos murat de la Comanda del Masdéu | Les restes del clos murat de la Comanda del Masdéu | Les restes del clos murat de la Comanda del Masdéu | Les restes del clos murat de la Comanda del Masdéu |
| -------------------------------------------------- | -------------------------------------------------- | -------------------------------------------------- | -------------------------------------------------- |
|                                                    |                                                    |                                                    |                                                    |
| Torre de defensa de l'angle nord-est               | Mur nord del recinte                               | Torre de l'angle nord-est i mur oriental           | Detall de l'anterior, amb l'aparell medieval       |

## Restes àrabs
Durant unes excavacions a la darrera dècada del segle xx es van localitzar al Masdéu dues peces de marbre blanc amb inscripcions en àrab, pertanyents a la coberta d'un sarcòfag. Són semblants a unes de trobades a Sant Andreu de Sureda, amb fragments de l'Alcorà que contenen lloances a Al·là.